# Cmentarz muzułmański w Lebiedziewie
Cmentarz muzułmański w Lebiedziewie – został założony najprawdopodobniej około 1679 roku przez pierwszych osadników tatarskich i był wykorzystywany do I wojny światowej. Do naszych czasów zachowało się około pięćdziesięciu nagrobków o wschodniej ornamentyce z inskrypcjami w języku rosyjskim i arabskim, z których najstarszy pochodzi z 1704 roku i kryje szczątki Samuela mirzy Koryckiego.